# Professione bigamo
Professione bigamo è un film del 1969 diretto da Franz Antel. 
La commedia, co-produzione tedesco-italiana, ha come protagonista Lando Buzzanca, affiancato da Raffaella Carrà.

## Trama
Il film narra le vicende di Vittorio Coppa (Lando Buzzanca), controllore di un vagone letto sul treno Roma-Monaco.
Vittorio ha una doppia vita in quanto, eseguendo la tratta ogni tre giorni, a Roma ha sposato Teresa (Raffaella Carrà), ed a Monaco ha sposato Ingrid (Teri Tordai).
Il film racconta la storia dell'uomo fino all'improvviso incontro delle due ignare consorti, fino all'entrata a sorpresa della prima moglie dell'uomo, al seguito della quale, il tribunale dichiara nulli i successivi matrimoni. 